# Jan Evangelista Antonín Koželuh

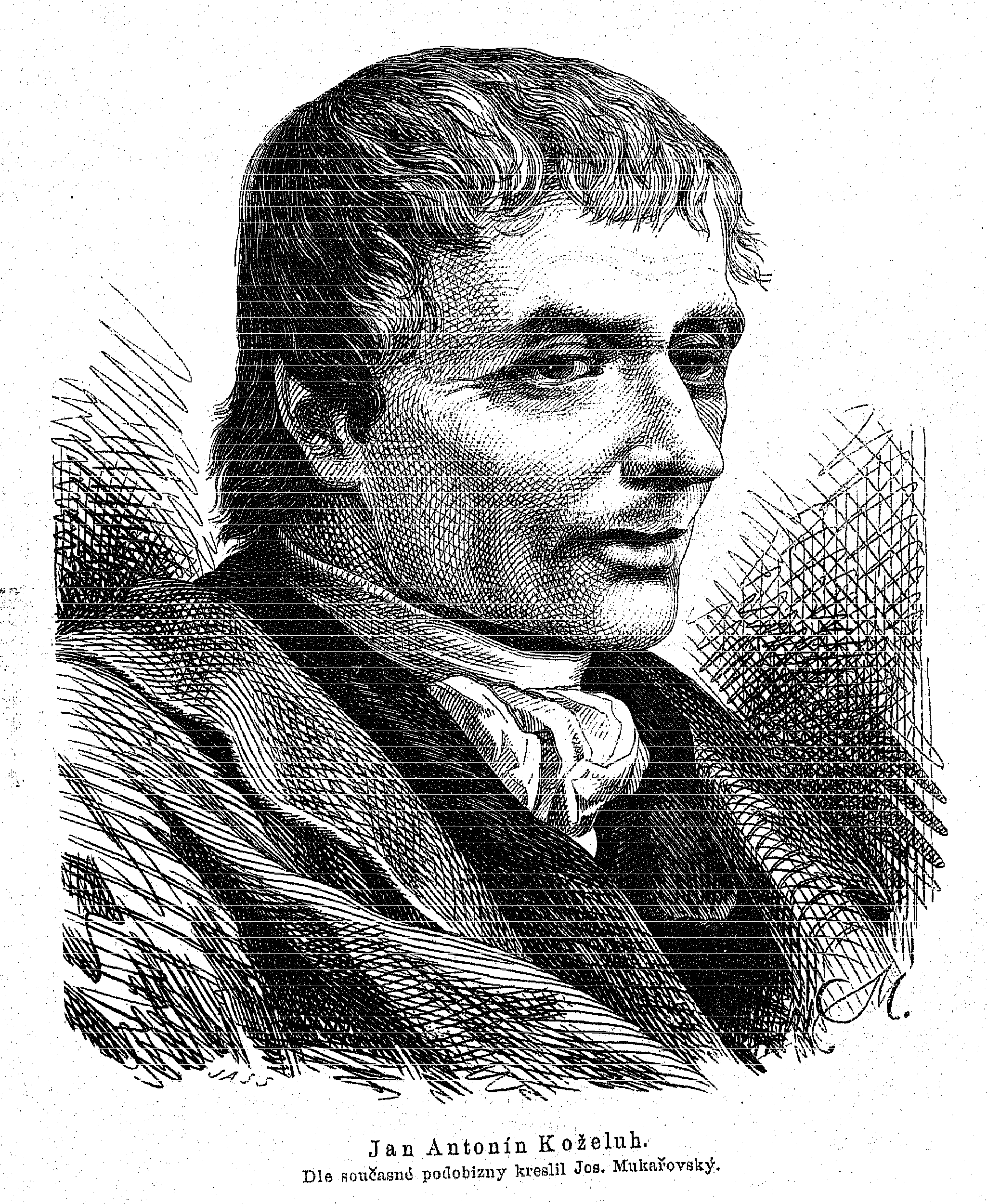
Jan Antonín Koželuh

Jan Evangelista Antonín Tomáš Koželuh (ook: Johann Evangelista Anton Thomas Ko(t)zeluch en Koziluch, Koziluh, Koscheluch, Goscheloch) (Velvary, Bohemen, gedoopt op 14 december 1738 – Praag, 3 februari 1814) was een Boheems componist, dirigent, muziekpedagoog en organist. 

## Levensloop
Koželuh kreeg zijn opleiding aan het college van de Jezuïeten in Březnice, Bohemen, waar hij onder andere van Josef Ferdinand Norbert Seger orgelles kreeg. Hij voltooide zijn muzikale opleiding in Wenen bij Christoph Willibald Gluck en Florian Leopold Gassmann, en na het overlijden van de laatstgenoemde, vermoedelijk ook bij Antonio Salieri. 
Aanvankelijk was hij leraar bij aristocratische families en ook van František Xaver Dušek. 
Aansluitend werd hij in Praag kapelmeester aan de Kruisherenkerk Sint Franziskus Seraphikus en vanaf 1784 aan de Sint-Vituskathedraal op de burchtheuvel van Praag, de Hradčany. Hij was ook ruim 40 jaar organist in het Strahovklooster van de Premonstratenzers. Zijn neef Leopold Antonín Koželuh was een van zijn leerlingen, maar werd later internationaal bekender dan zijn oom Jan. Ook in wetenschappelijke literatuur en in werklijsten wordt hij met zijn neef verwisseld. 
Koželuh schreef onder andere zestien missen, een Requiem, een oratorium, twee opera's, een hobo-, een klarinet- en een fagotconcert.

## Composities

### Werken voor orkest
- 1800 Concert Es groot, voor klarinet en orkest
- Concerto C groot, voor fagot en orkest
- Concerto C groot, voor trombone en orkest
- Concerto C groot, voor contrabas en orkest

### Missen, cantates en gewijde muziek
- 1789 Moteta, "O salutaris Hostia", motet voor sopraan, alt, tenor, bas en orgel
- Messa curta e solenne D groot, voor solisten, gemengd koor en orkest 
  1. Kyrie
  2. Gloria
  3. Credo
  4. Sanctus
  5. Benedictus
  6. Agnus Dei
- Requiem

### Toneelwerken

#### Opera's
- 1769 Alessandro nell'Indie, 3 aktes - libretto: Pietro Metastasio
- 1772 Il Demofoonte, 3 aktes - libretto: Pietro Metastasio

### Werken voor piano
- Caprice

## Publicaties
- J. Čech: Jan Evangelista Antonín Tomáš Koželuh in Rakovník, in: Bulletin XXXVIII/2000 van het museum T.G.M. in Rakovník.

- Bibliothèque nationale de France: cb13896137w (data)
- Gemeinsame Normdatei: 124133193
- International Standard Name Identifier: 0000 0000 8130 6984
- Library of Congress Control Number: n85186968
- MusicBrainz: 5527c828-e179-4aa8-8a24-a2a69fbc71d3
- Nationale Bibliotheek van Tsjechië: jn20000401462
- Nationale Bibliotheek van Israël: 987007337136805171
- Nederlandse Thesaurus van Auteursnamen: 096836520
- Istituto Centrale per il Catalogo Unico: BVEV094368
- LIBRIS: 68400
- SNAC: w6d2402n
- Système universitaire de documentation: 12345512X
- Virtual International Authority File: 51875773
- WorldCat: E39PBJjhCcBhBxf6GbQW47YXVC